# William Guerra
William Marino Guerra (* 24. Februar 1968 in Detroit, Michigan) ist ein ehemaliger san-marinesischer Fußballspieler. Mit 40 Länderspielen gehört er zu den Spielern mit den meisten Einsätzen für die san-marinesische Nationalmannschaft.

## Karriere
Guerra begann seine Karriere 1987 bei ASD Tropical Coriano und spielte anschließend für verschiedene Vereine in San Marino und Italien. Für die san-marinesische Nationalmannschaft bestritt er 40 Länderspiele, damit gehört er zu den Spielern mit den meisten Einsätzen für San Marino. Sein letztes Spiel für die Nationalelf bestritt er am 4. Juni 1999 bei einem Qualifikationsspiel für die Fußball-Europameisterschaft 2000 gegen Spanien, das Spiel wurde mit 0:9 verloren. 2004 beendete er seine Karriere.

## Trivia
Wie die meisten anderen Fußballer in San Marino war Guerra Amateurfußballer und arbeitet hauptberuflich als Maler. Vor einem Spiel gegen Wales im Jahr 1996 sagte Guerra, wenn San Marino ein Punkt holen würde, würde er allen seinen Freunden die Häuser umsonst lackieren. Dazu kam es jedoch nicht, da San Marino das Hin- und Rückspiel mit 0:5 zu Hause und 0:6 auswärts verloren hat.